# Ungaliophiinae
Sous-famille
Synonymes
- Ungaliophiidae McDowell, 1987

Les Ungaliophiinae sont une sous-famille de serpents de la famille des Boidae.  
Ils étaient anciennement classés dans les Tropidophiidae ou les Ungaliophiidae.

## Répartition
Les espèces de cette sous-famille se rencontrent du Mexique à la Colombie.

## Liste des genres
Selon The Reptile Database (1er août 2011) :
- Exiliboa Bogert, 1968
- Ungaliophis Müller, 1880

## Publication originale
- (en) McDowell, 1987 : Systematics. Snakes: Ecology and Evolutionary Biology, Macmillan Publishing Co. New York, p. 3-50.